# ウンバール隕石
ウンバール隕石（ウンバールいんせき、Mbale meteorite）はウガンダのウンバール付近の比較的人口の多い地域の3km×7kmの範囲に1992年8月14日、12時40分(UTC)に落下した隕石雨である。けが人は出なかったが、建物に被害を与え、3gの破片が直接ではないが少年に当たったとされている。
落下後オランダ流星協会、ライデン大学などから編成された調査隊によって目撃情報が集められ、0.1gから27.4kgの48個の落下が確認された。2個のサンプルについて半減期の短い放射性同位体の測定が行われた。そのうちの1個は落下後12日後に測定された。1993年10月までに863個の破片が集められ、発見された総重量は150kgに達した。L5/L6の普通コンドライトに分類される。
最大の隕石はライデンのオランダ国立自然史博物館に保存されている。